# Krzywy Róg (jezioro)
Krzywy Róg lub Szklarnia – jezioro w Polsce, w województwie warmińsko-mazurskim, w powiecie mrągowskim, w gminie Piecki.

## Położenie
Jezioro leży na Pojezierzu Mazurskim, w mezoregionie Pojezierza Mrągowskiego. W okolicach brzegów położone są osada Krzywy Róg oraz wieś Szklarnia.
Jezioro jest wykorzystywane gospodarczo przez Gospodarstwo Rybackie Mrągowo. Leży na terenie obwodu rybackiego Jeziora Białe w zlewni rzeki Pisa – nr 36.

## Morfometria
Według danych Instytutu Rybactwa Śródlądowego powierzchnia zwierciadła wody jeziora wynosi 12,5 ha. Średnia głębokość zbiornika wodnego to 3,0 m, a maksymalna to 8,0 m. Objętość jeziora wynosi 377,6 tys. m³.
Takie same dane uzyskano natomiast poprzez planimetrię jeziora na mapach w skali 1:50 000 według Państwowego Układu Współrzędnych 1965, zgodnie z poziomem odniesienia Kronsztadt. Otrzymana w ten sposób powierzchnia zbiornika wodnego to 12,5 ha, a wysokość bezwzględna lustra wody to 142,7 m n.p.m.